# لنی اشتنگل
لنی اشتنگل (آلمانی: Leni Stengel؛ ‏ ۱۲ سپتامبر ۱۹۰۱ – ۱ آوریل ۱۹۸۲) بازیگر اهل آلمان بود.
از فیلم‌هایی که وی در آن‌ها نقش داشته‌است، می‌توان به مشکل دشوار و بربرها اشاره کرد.